# Гана на Летњим олимпијским играма 2012.
Гана је на Олимпијским играма у Лондону 2012. учествовала тринаести пут као самостална земља.
Боје Гане на Олимпијским играма у Лондону 2012. бранило је деветоро спортиста у четири спорта, а у олимпијском тиму се налазило се шесторица спортиста и три спортисткиње.
Заставу на церемонији отварања носио је боксер Maxwell Amponsah, који ипак није наступио на играма због повреде.

## Учесници по спортовима
| Спорт         | Мушкарци | Жене | Укупно |
| ------------- | -------- | ---- | ------ |
| Атлетика      | 1        | 2    | 3      |
| Бокс          | 4        | 0    | 4      |
| Дизање тегова | 0        | 1    | 1      |
| Џудо          | 1        | 0    | 1      |
| спортова (4)  | 6        | 3    | 9      |

## Атлетика

### Мушкарци
| Атлетичар        | Дисциплина | Група    | Група     | Четвртфинале | Четвртфинале | Полуфинале | Полуфинале | Финале           | Финале | Детаљи |
| Атлетичар        | Дисциплина | Резултат | Место     | Резултат     | Место        | Резултат   | Место      | Резултат         | Место  | Детаљи |
| ---------------- | ---------- | -------- | --------- | ------------ | ------------ | ---------- | ---------- | ---------------- | ------ | ------ |
| Ignisious Gaisah | скок удаљ  | 7,79     | 7 у гр. Б |              |              |            |            | Није се пласирао | 18/40  |        |

### Жене
| Атлетичар | Дисциплина | Група    | Група     | Четвртфинале | Четвртфинале | Полуфинале        | Полуфинале        | Финале            | Финале | Детаљи |
| Атлетичар | Дисциплина | Резултат | Место     | Резултат     | Место        | Резултат          | Место             | Резултат          | Место  | Детаљи |
| --------- | ---------- | -------- | --------- | ------------ | ------------ | ----------------- | ----------------- | ----------------- | ------ | ------ |
| Вида Аним | 200 метара | 23,71 РС | 8 у гр. 2 |              |              | Није се пласирала | Није се пласирала | Није се пласирала | 43/52  |        |

| седмобој  | Дисциплина      | Маргарет Симпсон | Маргарет Симпсон        | Маргарет Симпсон        | Маргарет Симпсон        |                         |
| седмобој  | Дисциплина      | Резултат         | Бодова                  | Поз.                    | Напомена                |                         |
|           | 100 м препоне   | Није стартовала  | Није стартовала         | Није стартовала         |                         |                         |
| Скок увис | Није стартовала | Није стартовала  | Није стартовала         |                         |                         |                         |
| Кугла     | Није стартовала | Није стартовала  | Није стартовала         |                         |                         |                         |
| 200 м     | Није стартовала | Није стартовала  | Није стартовала         |                         |                         |                         |
| скок удаљ | Није стартовала | Није стартовала  | Није стартовала         |                         |                         |                         |
| копље     | Није стартовала | Није стартовала  | Није стартовала         |                         |                         |                         |
| 800 м     | Није стартовала | Није стартовала  | Није стартовала         |                         |                         |                         |
| Укупно    | -               | -                | Није завршила такмичење | Није завршила такмичење | Није завршила такмичење | Није завршила такмичење |

## Бокс
| Спортиста              | Дисциплина        | Рунда 32                      | 1/8 финала              | 1/4 финале         | Полуфинале         | Финале             | Финале           | Детаљи     |
| Спортиста              | Дисциплина        | Противник Резултат            | Противник Резултат      | Противник Резултат | Противник Резултат | Противник Резултат | Пласман          | Детаљи     |
| ---------------------- | ----------------- | ----------------------------- | ----------------------- | ------------------ | ------------------ | ------------------ | ---------------- | ---------- |
| Tetteh Sulemanu        | лака (до 49 kg)   | Ortíz (PUR) · ИЗГ 6-20        | Није се пласирао        | Није се пласирао   | Није се пласирао   | Није се пласирао   | Није се пласирао |            |
| Duke Akueteh Micah     | (до 52 kg)        | Lavigilante (MRI) · ПОБ 18-14 | Конлан (IRL) · ИЗГ 8-19 | Није се пласирао   | Није се пласирао   | Није се пласирао   | Није се пласирао |            |
| Isaac Zion Kojo Dogboe | бантам (до 56 kg) | Шимизу (JPN) · ИЗГ 9-10       | Није се пласирао        | Није се пласирао   | Није се пласирао   | Није се пласирао   | Није се пласирао |            |
| Maxwell Amponsah       | тешка (до 91 kg)  |                               | Повукао се              | Повукао се         | Повукао се         | Повукао се         | Повукао се       | Повукао се |

## Дизање тегова
| Дизач           | Дисциплина | Трзај | Трзај | Избачај | Избачај | Укупно | Пласман | Детаљи |
| Дизач           | Дисциплина | Рез.  | Плас. | Рез.    | Плас.   | Укупно | Пласман | Детаљи |
| --------------- | ---------- | ----- | ----- | ------- | ------- | ------ | ------- | ------ |
| Alberta Ampomah | + 75 kg    | 73    | 14    | 101     | 12      | 174    | 13/14   |        |

## Џудо
| Џудиста         | Дисциплина | 1. коло            | 2. коло                     | 1/8 финала         | 1/4 финала         | Полуфинале         | Финале             | Репасаж 1          | Репасаж 1/4 финале | Репасаж полуфинале | Борба за бронзу    | Поз.             | Детаљи |
| Џудиста         | Дисциплина | Противник Резултат | Противник Резултат          | Противник Резултат | Противник Резултат | Противник Резултат | Противник Резултат | Противник Резултат | Противник Резултат | Противник Резултат | Противник Резултат | Поз.             | Детаљи |
| --------------- | ---------- | ------------------ | --------------------------- | ------------------ | ------------------ | ------------------ | ------------------ | ------------------ | ------------------ | ------------------ | ------------------ | ---------------- | ------ |
| Emmanuel Nartey | - 73 kg    | слободан           | Елмонт (NED) · ИЗГ 111-0003 | Није се пласирао   | Није се пласирао   | Није се пласирао   | Није се пласирао   | Није се пласирао   | Није се пласирао   | Није се пласирао   | Није се пласирао   | Није се пласирао |        |